# 唛号

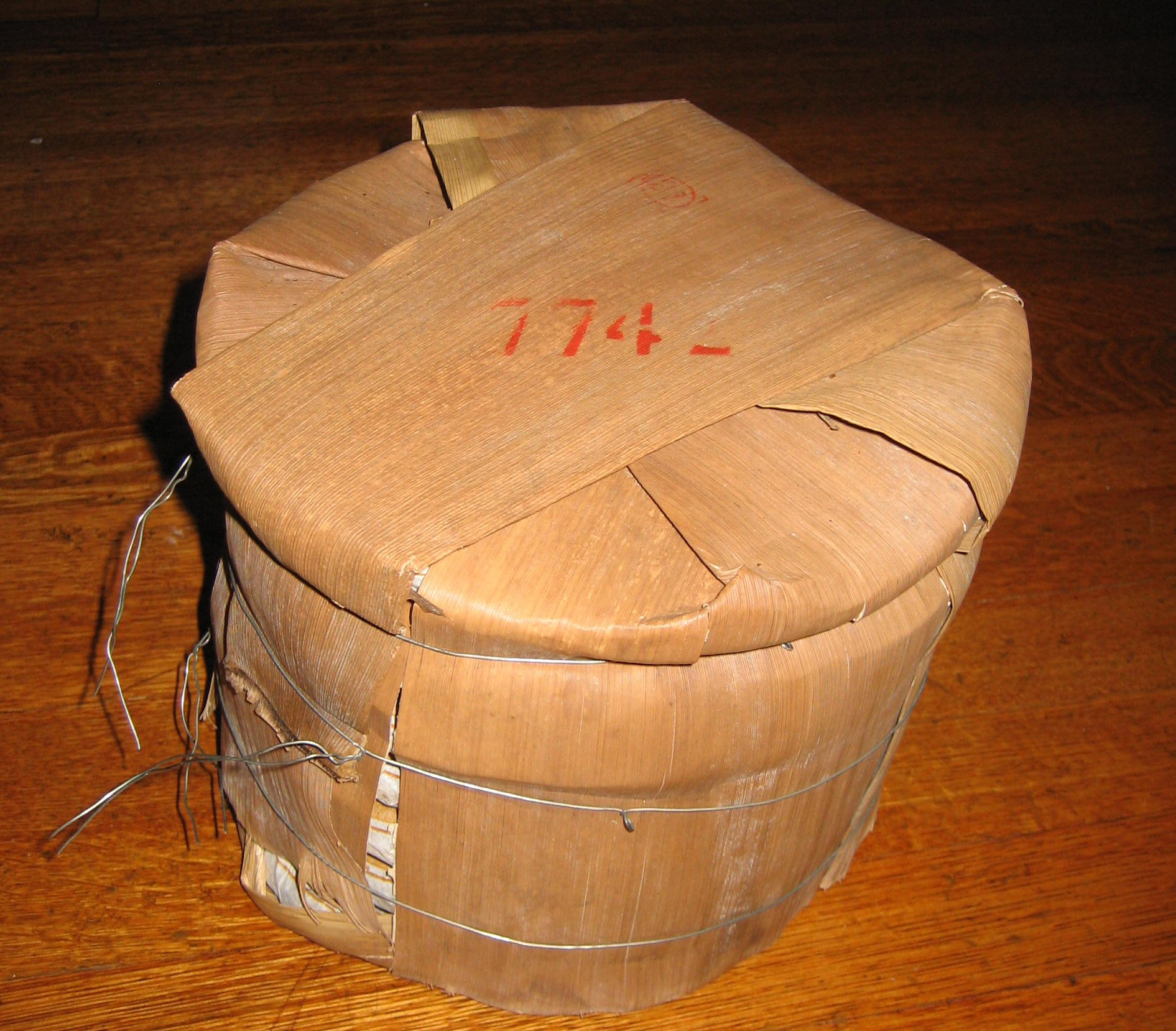
2006年勐海茶厂出品的唛号为7742（601批次）的大益七子饼茶

唛号，是指普洱茶常用的一种商品标记和茶叶配方。词源于英文Mark的译音，市场也称为“茶号”或是“卖号”。

## 沿革
1976年，为规范普洱茶，云南省茶叶公司召开全省普洱茶生产会议，要求昆明茶厂、勐海茶厂、下关茶厂加大生产普洱熟茶，并决定茶品唛号，普洱紧压茶为四位。第1、2位为该茶的配方研发年份；第3位为茶叶的等级（数字越大茶叶登记越低）；第4位为茶厂的编号，其中昆明茶厂为1，勐海茶厂为2，下关茶厂为3。此外散茶唛号为五位，第3、4位为茶的等级。比如7542，其中75代表茶叶配方为1975年研制成功，4标识所用茶青等级为4级，2标识出自勐海茶厂。
1993年，云南省公司开始自行生产茶品，并以进出口公司名义，内飞、大票仍以7581、7542、8582等作为唛号，此时唛号已经不单纯代表厂方与年份，更多是约定俗成的茶品编号配方。
2003年开始，勐海茶厂经营管理不善，其唛号后三码年份、批次标识出现混乱，直至改制为民营企业。也因为后期唛号混乱，很多茶商主张其丧失了“配方”的地位与作用。